# Tatra T3R.E
Tatra T3R.E – typ tramwaju, który powstał w wyniku modernizacji czechosłowackiego tramwaju Tatra T3.

## Historia
Po pomyślnym rozpoczęciu produkcji nowego wyposażenia elektrycznego TV Progress w firmie Alstom, firma ta skonstruowała nowe wyposażenie TV Europulse, które jest przeznaczone do zasilania asynchronicznych silników trakcyjnych. Pierwsze dwie sztuki nowego wyposażenia asynchronicznego zostały zamontowane w ostrawskich tramwajach o numerach 948 i 968 odpowiednio w latach 2001 i 2002.

## Modernizacja
Modernizacje na typ T3R. E przebiegały w latach 2001 i 2002.
| Państwo        | Miasto         | Typ            | Lata modernizacji | Liczba | Numery taborowe |       |
| -------------- | -------------- | -------------- | ----------------- | ------ | --------------- | ----- |
| Czechy         | Ostrawa        | T3R.E          | 2001–2002         | 2      | 948, 968        | [ 1 ] |
| Łączna liczba: | Łączna liczba: | Łączna liczba: | Łączna liczba:    | 2      |                 |       |